# Бартон, Элизабет
Элизабет Бартон (англ. Elizabeth Barton; 1506, Олдингтон, Кент — 20 апреля 1534 или 21 апреля 1534, Тайберн, Лондон) — известная также как «Монахиня из Кента», «Святая дева из Лондона», «Святая дева из Кента», а позже «Безумная дева из Кента» — английская католическая монахиня. Была казнена в результате своих пророчеств против брака короля Англии Генриха VIII с Анной Болейн.

## Биография
О её детстве и отрочестве информации практически не сохранилось, да и прочие биографические сведения о ней весьма скудны и отрывочны; известно лишь, что Элизабет Бартон родилась в 1506 году в округе Олдингтон в английском графстве Кент, примерно в 12 милях от города Кентербери, и, скорее всего, происходила из небогатой семьи. Она работала служанкой в 1525 году, когда, по её словам, у неё начались видения вследствие нервных судорог, и она прослыла в народе прорицательницей.
На Пасху 1525 года, в возрасте 19 лет, работая домашней прислугой в доме Томаса Кобба, фермера из Олдингтона, Бартон тяжело заболела и утверждала, что получила божественные откровения, которые предсказывали события, такие как смерть ребенка, проживавшего в её доме, или призывы к людям оставаться в католической церкви. Она призвала людей молиться Деве Марии и совершать паломничества. Тысячи людей поверили в её пророчества, и архиепископ Уильям Уорхэм и епископ Джон Фишер засвидетельствовали её благочестивую жизнь.
По-видимому, некоторые события, предсказанные Бартон, состоялись, и её репутация резко скакнула вверх. Откровения Бартон стали достоянием общественности, и эти вопросы были подняты архиепископом Уильямом Уорхэмом. Приходской священник Ричард Мастерс (англ. Richard Masters) должным образом передал дело Уорхэму, который назначил комиссию, чтобы гарантировать, что ни одно из её пророчеств не расходится с католическим учением. Эту комиссию возглавил монах-бенедиктинец Эдвард Бокинг, духовный наставник Бартон. Когда комиссия приняла положительное решение, Уорхэм организовал приём Бартон в бенедиктинском монастыре Святого Гроба Господня в Кентербери под духовным руководством Бокинга.
Жизнь Бартон стала очень публичной; ничего неортодоксального в её случае не нашлось; а её предполагаемое публичное исцеление от Богородицы на Корт-эт-стрит привлекло внимание и прославило её и Марианскую святыню.
В 1527 году Роберт Редман опубликовал «Удивительную работу, недавно сделанную в суде Стрита в Кенте», в которой обсуждались все «чудеса, откровения и пророчества» Элизабет Бартон, а также споры, приведшие в итоге к арестам и казням.
В 1528 году Бартон провела частную встречу с кардиналом Томасом Уолси, вторым по влиятельности человеком в Англии после короля, и вскоре после этого она дважды встречалась с самим Генрихом VIII. Монарх принял Бартон, потому что её пророчества тогда всё ещё поддерживали существующий порядок. Она также консультировалась с Ричардом Рейнольдсом, бригиттинским монахом аббатства Сайон. Он устроил встречу между Бартон и Томасом Мором, который был впечатлён её религиозным рвением. Её пророчества предостерегали от ереси и осуждали мятеж в то время, когда Генрих пытался искоренить лютеранство и боялся возможного восстания протестантов.
Бартон решительно выступала против английской Реформации и примерно в 1532 году начала пророчествовать, что, если Генрих снова женится, он умрёт в течение нескольких месяцев. Она сказала, что даже видела место в аду, куда он отправится. Томас Мор полагал, что многие пророчества были фиктивно приписаны ей, и король Генрих действительно прожил ещё 15 лет. Тем не менее, вероятно, из-за своей популярности Бартон оставалась безнаказанной почти год. Более того, Рейнольдс и Фишер предостерегли её от «политических» заявлений и дистанцировались от неё. Агенты короля распространяли слухи о том, что она была вовлечена в сексуальные отношения со священниками и страдала психическим заболеванием.
Когда её репутация была подорвана, Бартон была арестована (1533) и её вынудили признаться, что она сфабриковала свои разоблачения. То, что известно о её признании, исходит от Томаса Кромвеля, его агентов и других источников, связанных с Короной.
Элизабет Бартон была приговорена к церковному покаянию и заключению, но когда спустя некоторое время она по наущению католической партии попробовала было опровергнуть свои показания, то была обвинена в государственном преступлении и 20/21 апреля 1534 года повешена вместе с пятью соучастниками, среди которых были Эдвард Бокинг — бенедиктинский монах церкви Христа в Кентербери, Джон Деринг — монах-бенедиктинец, Генри Голд — священник, Хью Рич и Ричард Рисби — францисканские монахи.
Элизабет Бартон похоронили в церкви Грейфрайарс в Ньюгейте, а её голову насадили на шпиль на Лондонском мосту (это была первая и единственная в английской истории женская голова прошедшая через такое бесчестие).
Несмотря на то, что власть признала Бартон мошенницей, в Англиканской католической церкви в храме Святого Августина Кентерберийского, продолжают её почитать.
Имя Бартон иногда упоминается в художественной литературе и в кинофильмах.